# The Story of Bonnie and Clyde
The Story Of Bonnie & Clyde é um próximo filme biográfico, estrelado por Hilary Duff e Kevin Zegers, como Bonnie Parker e Clyde Barrow, respectivamente.

## Produção
O filme é escrito e dirigido por Tonya S. Holly. Holly começou a trabalhar no filme após a leitura de um artigo de jornal velho que Bonnie e Clyde residiam em uma casa abandonada na propriedade de sua família.. As filmagens serão em lugares como Louisiana, Mississippi e Alabama.

### Elenco
O filme é estrelado por Hilary Duff como Bonnie Parker e Kevin Zegers como Clyde Barrow.
- Drew Fuller como Buck Barrow, irmão de Clyde e membro da Barrow gang
- Thora Birch como Blanche Barrow, cunhada de Clyde e membro da Barrow gang
- Shawn Ashmore como Ralph Fults, cúmplice
- Michael Madsen como Frank Hamer, perseguidor de Bonnie e Clyde
- Cloris Leachman como Cumie Barrow, mãe de Clyde (velha)
- Brendan Fletcher como WD Jones, membro da Barrow gang

Outros membros do elenco confirmados incluem Rance Howard, Taryn Manning, Matt Dallas, Dee Wallace, Kate Maberly, Lee Majors e Peter Coyote.

### Lançamento
O filme está previsto para ser lançado em meados de 2011.